# Caralampi
Caralampi (en grec antic: Ἅγιος Χαράλαμπος) va ser un bisbe cristià primitiu a Magèsia del Meandre, una regió de l'Àsia Menor, en la diòcesi del mateix nom. El seu nom Χαράλαμπος significa brillar d'alegria en grec. Va viure durant el regnat de Septimi Sever (193-211), quan Llucià va ser Procònsol de Magnèsia. Es creu que al moment del seu martiri en 202, Caralampi tenia 113 anys.

## Vida i martiri
Caralampi va ser bisbe de Magnèsia així com a Assíria Mar Zaia i va difondre l'Evangeli en aquesta regió durant molts anys. No obstant això, quan les notícies de la seva predicació van arribar a les autoritats de la zona, al procònsol Llucià i al comandant militar Luci, el sant va ser arrestat i portat a judici, on va confessar la seva fe en Crist i es va negar a oferir sacrificis als ídols.
Malgrat la seva avançada edat, va ser torturat sense pietat. Van lacerar el seu cos amb ganxos de ferro i van gratar tota la pell del seu cos. El sant només tenia una cosa que dir als seus turmentadors: "Gràcies, germans meus, per gratar el vell cos i renovar la meva ànima per a una vida nova i eterna".
D'acord amb l'hagiografia del sant, en presenciar la resistència de Caralampi d'aquestes tortures, dos soldats, Porfiri i Baptus, van confessar obertament la seva fe en Crist, per la qual cosa van ser immediatament decapitats amb una espasa. Tres dones que estaven observant els sofriments de Caralampi també van començar a glorificar Crist, i també van ser martiritzades ràpidament.
La llegenda continua dient que Luci, enfurismat, va prendre els instruments de tortura i va començar a torturar Caralampi, però de sobte els seus avantbraços van ser tallats com per una espasa. El governador Llucià, després va escopir en la cara del sant, immediatament va girar el cap de Llucià perquè mirés cap enrere. Aparentment, Llucià i Luci van orar demanant misericòrdia, van ser sanats pel sant i es van fer cristians.
Més tortures, diu la llegenda, es van forjar sobre el sant després que ell va ser portat a Septimi Sever. Condemnat a mort i conduït al lloc d'execució, Caralampi va orar perquè Déu li concedís que el lloc on reposarien les seves relíquies mai sofriria gana o malaltia. Després de resar això, el sant va lliurar la seva ànima a Déu fins i tot abans que el botxí li posés l'espasa en el coll. La tradició diu que la filla de Sever, Galina, es va sentir tan commoguda per la seva mort, que es va convertir i va enterrar a Caralampi.

## Veneració
El crani de Sant Caralampi es guarda en el Monestir de Sant Esteve en Els Meteors. Molts miracles s'atribueixen tradicionalment als fragments de les seves relíquies, que es troben en molts llocs a Grècia i en altres llocs. Els miracles han fet d'aquest sant, considerat el més ancià de tots els màrtirs, especialment volgut pel poble de Grècia.
En algunes illes gregues, els bous són sacrificats a la seva festa. "Aquest festival és l'activitat popular més important del poble de Agia Paraskevi, i combina una varietat d'esdeveniments que tenen a veure amb el ritual del sacrifici del bou. Un grup agrícola va reviure aquest antic costum en 1774. Es va establir com una reverència a Sant Caralampi, el protector del grup agrícola que organitza el festival".
La festa de Sant Caralampi normalment es commemora entre el 10 i el 23 de febrer, amb l'excepció que aquesta data cau en el dissabte de les ànimes que precedeixen a la Gran Quaresma o en el Dilluns net (el primer dia de Quaresma), en aquest cas la festa se celebra el 9 de febrer.

## Iconografia
En l'hagiografia i iconografia gregues, a Caralampi se'l considera un sacerdot, mentre que les fonts russes semblen considerar-ho un bisbe.